# Svetovno prvenstvo v hokeju na ledu 1983
Svetovno prvenstvo v hokeju na ledu 1983 je bilo devetinštirideseto Svetovno prvenstvo v hokeju na ledu. Potekalo je med 11. marcem in 2. majem 1983 v Dortmundu, Düsseldorfu in Münchnu, Zahodna Nemčija (skupina A), Tokiu, Japonska (skupina B) in Budimpešti, Madžarska (skupina C). Zlato medaljo je osvojila sovjetska reprezentanca, srebrno češkoslovaška, bronasto pa kanadska, v konkurenci štiriindvajsetih reprezentanc, enaindvajsetič tudi jugoslovanske, ki je osvojila šestnajsto mesto in tretjič izpadla iz skupine B. To je bil za sovjetsko reprezentanco peti zaporedni in skupno devetnajsti naslov svetovnega prvaka.

## Dobitniki medalj
| Zlato | Srebro | Bron |
| Sovjetska zvezaVladislav Tretjak Vladimir Miškin Vjačeslav Fetisov Vladimir Zubkov Sergej Babinov Vasilij Pervuhin Aleksej Kasatonov Sergej Starikov Zinetula Biljaletdinov Irek Gimajev Mihail Vasiljev Sergej Kapustin Vladimir Krutov Aleksander Malcev Igor Larionov Andrej Homutov Helmut Balderis Sergej Šepelev Viktor Žluktov Sergej Makarov Aleksander Skvorcov Vjačeslav Bikov | ČeškoslovaškaJiří Králík Dominik Hašek František Musil Milan Chalupa Miroslav Dvořák Eduard Uvira Arnold Kadlec Jaroslav Benák Radoslav Svoboda Igor Liba Pavel Richter František Černík Oldřich Válek Vladimír Růžička Dárius Rusnák Vladimír Caldr Jiří Lála Dušan Pašek Ladislav Svozil Vincent Lukáč Jiří Hrdina František Černý | KanadaRick Wamsley Mike Veisor Dong Halward Scott Stevens Rick Lanz James Patrick Tim Watters Brian Engblom Craig Hartsburg Gordon Sherven Mike Gartner Marcel Dionne Michael Goulet Dave Taylor Dennis Maruk Charlie Simmer Bob Gainey Pat Flatley Brian Propp Darryl Sittler John Anderson Paul Reinhart |

## Tekme

### SP Skupine A

#### Predtekmovanje
Prve štiri reprezentance so se uvrstile v boj za 1. do 4. mesto, ostale v boj za obstanek.
| 16. april 1983 | Sovjetska zveza | 3:0 | Vzhodna Nemčija | Dortmund, Zahodna Nemčija |

| Poročilo tekme      | Poročilo tekme | Poročilo tekme | Poročilo tekme | Poročilo tekme |
| ------------------- | -------------- | -------------- | -------------- | -------------- |
| Začetek: ni podatka |                |                |                |                |

| 16. april 1983 | Zahodna Nemčija | 1:5 | Švedska | Dortmund, Zahodna Nemčija |

| Poročilo tekme      | Poročilo tekme | Poročilo tekme | Poročilo tekme | Poročilo tekme |
| ------------------- | -------------- | -------------- | -------------- | -------------- |
| Začetek: ni podatka |                |                |                |                |

| 16. april 1983 | Češkoslovaška | 4:2 | Finska | Düsseldorf, Zahodna Nemčija |

| Poročilo tekme      | Poročilo tekme | Poročilo tekme | Poročilo tekme | Poročilo tekme |
| ------------------- | -------------- | -------------- | -------------- | -------------- |
| Začetek: ni podatka |                |                |                |                |

| 16. april 1983 | Kanada | 6:0 | Italija | Düsseldorf, Zahodna Nemčija |

| Poročilo tekme      | Poročilo tekme | Poročilo tekme | Poročilo tekme | Poročilo tekme |
| ------------------- | -------------- | -------------- | -------------- | -------------- |
| Začetek: ni podatka |                |                |                |                |

| 17. april 1983 | Švedska | 3:2 | Kanada | Dortmund, Zahodna Nemčija |

| Poročilo tekme      | Poročilo tekme | Poročilo tekme | Poročilo tekme | Poročilo tekme |
| ------------------- | -------------- | -------------- | -------------- | -------------- |
| Začetek: ni podatka |                |                |                |                |

| 17. april 1983 | Češkoslovaška | 6:1 | Vzhodna Nemčija | Dortmund, Zahodna Nemčija |

| Poročilo tekme      | Poročilo tekme | Poročilo tekme | Poročilo tekme | Poročilo tekme |
| ------------------- | -------------- | -------------- | -------------- | -------------- |
| Začetek: ni podatka |                |                |                |                |

| 17. april 1983 | Sovjetska zveza | 3:0 | Finska | Düsseldorf, Zahodna Nemčija |

| Poročilo tekme      | Poročilo tekme | Poročilo tekme | Poročilo tekme | Poročilo tekme |
| ------------------- | -------------- | -------------- | -------------- | -------------- |
| Začetek: ni podatka |                |                |                |                |

| 17. april 1983 | Zahodna Nemčija | 4:0 | Italija | Düsseldorf, Zahodna Nemčija |

| Poročilo tekme      | Poročilo tekme | Poročilo tekme | Poročilo tekme | Poročilo tekme |
| ------------------- | -------------- | -------------- | -------------- | -------------- |
| Začetek: ni podatka |                |                |                |                |

| 19. april 1983 | Sovjetska zveza | 8:2 | Kanada | Dortmund, Zahodna Nemčija |

| Poročilo tekme      | Poročilo tekme | Poročilo tekme | Poročilo tekme | Poročilo tekme |
| ------------------- | -------------- | -------------- | -------------- | -------------- |
| Začetek: ni podatka |                |                |                |                |

| 19. april 1983 | Italija | 1:3 | Vzhodna Nemčija | Dortmund, Zahodna Nemčija |

| Poročilo tekme      | Poročilo tekme | Poročilo tekme | Poročilo tekme | Poročilo tekme |
| ------------------- | -------------- | -------------- | -------------- | -------------- |
| Začetek: ni podatka |                |                |                |                |

| 19. april 1983 | Češkoslovaška | 4:1 | Švedska | Düsseldorf, Zahodna Nemčija |

| Poročilo tekme      | Poročilo tekme | Poročilo tekme | Poročilo tekme | Poročilo tekme |
| ------------------- | -------------- | -------------- | -------------- | -------------- |
| Začetek: ni podatka |                |                |                |                |

| 19. april 1983 | Zahodna Nemčija | 4:3 | Finska | Düsseldorf, Zahodna Nemčija |

| Poročilo tekme      | Poročilo tekme | Poročilo tekme | Poročilo tekme | Poročilo tekme |
| ------------------- | -------------- | -------------- | -------------- | -------------- |
| Začetek: ni podatka |                |                |                |                |

| 20. april 1983 | Švedska | 5:4 | Vzhodna Nemčija | Dortmund, Zahodna Nemčija |

| Poročilo tekme      | Poročilo tekme | Poročilo tekme | Poročilo tekme | Poročilo tekme |
| ------------------- | -------------- | -------------- | -------------- | -------------- |
| Začetek: ni podatka |                |                |                |                |

| 20. april 1983 | Zahodna Nemčija | 0:6 | Sovjetska zveza | Dortmund, Zahodna Nemčija |

| Poročilo tekme      | Poročilo tekme | Poročilo tekme | Poročilo tekme | Poročilo tekme |
| ------------------- | -------------- | -------------- | -------------- | -------------- |
| Začetek: ni podatka |                |                |                |                |

| 21. april 1983 | Češkoslovaška | 1:3 | Kanada | Dortmund, Zahodna Nemčija |

| Poročilo tekme      | Poročilo tekme | Poročilo tekme | Poročilo tekme | Poročilo tekme |
| ------------------- | -------------- | -------------- | -------------- | -------------- |
| Začetek: ni podatka |                |                |                |                |

| 21. april 1983 | Finska | 6:2 | Italija | Dortmund, Zahodna Nemčija |

| Poročilo tekme      | Poročilo tekme | Poročilo tekme | Poročilo tekme | Poročilo tekme |
| ------------------- | -------------- | -------------- | -------------- | -------------- |
| Začetek: ni podatka |                |                |                |                |

| 22. april 1983 | Kanada | 5:1 | Finska | Dortmund, Zahodna Nemčija |

| Poročilo tekme      | Poročilo tekme | Poročilo tekme | Poročilo tekme | Poročilo tekme |
| ------------------- | -------------- | -------------- | -------------- | -------------- |
| Začetek: ni podatka |                |                |                |                |

| 22. april 1983 | Zahodna Nemčija | 4:3 | Vzhodna Nemčija | Dortmund, Zahodna Nemčija |

| Poročilo tekme      | Poročilo tekme | Poročilo tekme | Poročilo tekme | Poročilo tekme |
| ------------------- | -------------- | -------------- | -------------- | -------------- |
| Začetek: ni podatka |                |                |                |                |

| 23. april 1983 | Sovjetska zveza | 5:1 | Češkoslovaška | Dortmund, Zahodna Nemčija |

| Poročilo tekme      | Poročilo tekme | Poročilo tekme | Poročilo tekme | Poročilo tekme |
| ------------------- | -------------- | -------------- | -------------- | -------------- |
| Začetek: ni podatka |                |                |                |                |

| 23. april 1983 | Švedska | 5:1 | Italija | Dortmund, Zahodna Nemčija |

| Poročilo tekme      | Poročilo tekme | Poročilo tekme | Poročilo tekme | Poročilo tekme |
| ------------------- | -------------- | -------------- | -------------- | -------------- |
| Začetek: ni podatka |                |                |                |                |

| 24. april 1983 | Švedska | 4:4 | Finska | Dortmund, Zahodna Nemčija |

| Poročilo tekme      | Poročilo tekme | Poročilo tekme | Poročilo tekme | Poročilo tekme |
| ------------------- | -------------- | -------------- | -------------- | -------------- |
| Začetek: ni podatka |                |                |                |                |

| 24. april 1983 | Sovjetska zveza | 11:1 | Italija | Dortmund, Zahodna Nemčija |

| Poročilo tekme      | Poročilo tekme | Poročilo tekme | Poročilo tekme | Poročilo tekme |
| ------------------- | -------------- | -------------- | -------------- | -------------- |
| Začetek: ni podatka |                |                |                |                |

| 24. april 1983 | Zahodna Nemčija | 3:3 | Češkoslovaška | München, Zahodna Nemčija |

| Poročilo tekme      | Poročilo tekme | Poročilo tekme | Poročilo tekme | Poročilo tekme |
| ------------------- | -------------- | -------------- | -------------- | -------------- |
| Začetek: ni podatka |                |                |                |                |

| 24. april 1983 | Kanada | 5:2 | Vzhodna Nemčija | München, Zahodna Nemčija |

| Poročilo tekme      | Poročilo tekme | Poročilo tekme | Poročilo tekme | Poročilo tekme |
| ------------------- | -------------- | -------------- | -------------- | -------------- |
| Začetek: ni podatka |                |                |                |                |

| 25. april 1983 | Finska | 4:6 | Vzhodna Nemčija | München, Zahodna Nemčija |

| Poročilo tekme      | Poročilo tekme | Poročilo tekme | Poročilo tekme | Poročilo tekme |
| ------------------- | -------------- | -------------- | -------------- | -------------- |
| Začetek: ni podatka |                |                |                |                |

| 25. april 1983 | Zahodna Nemčija | 1:3 | Kanada | München, Zahodna Nemčija |

| Poročilo tekme      | Poročilo tekme | Poročilo tekme | Poročilo tekme | Poročilo tekme |
| ------------------- | -------------- | -------------- | -------------- | -------------- |
| Začetek: ni podatka |                |                |                |                |

| 26. april 1983 | Češkoslovaška | 11:0 | Italija | München, Zahodna Nemčija |

| Poročilo tekme      | Poročilo tekme | Poročilo tekme | Poročilo tekme | Poročilo tekme |
| ------------------- | -------------- | -------------- | -------------- | -------------- |
| Začetek: ni podatka |                |                |                |                |

| 26. april 1983 | Sovjetska zveza | 5:3 | Švedska | München, Zahodna Nemčija |

| Poročilo tekme      | Poročilo tekme | Poročilo tekme | Poročilo tekme | Poročilo tekme |
| ------------------- | -------------- | -------------- | -------------- | -------------- |
| Začetek: ni podatka |                |                |                |                |

##### Lestvica
OT-odigrane tekme, z-zmage, n-neodločeni izidi, P-porazi, DG-doseženo goli, PG-prejeti goli, GR-gol razlika, T-točke.
| # | Reprezentanca   | OT | Z | N | P | DG | PG | GR  | T  |
| - | --------------- | -- | - | - | - | -- | -- | --- | -- |
| 1 | Sovjetska zveza | 7  | 7 | 0 | 0 | 41 | 7  | +34 | 14 |
| 2 | Kanada          | 7  | 5 | 0 | 2 | 26 | 16 | +10 | 10 |
| 3 | Češkoslovaška   | 7  | 4 | 1 | 2 | 30 | 15 | +15 | 9  |
| 4 | Švedska         | 7  | 4 | 1 | 2 | 26 | 21 | +5  | 9  |
| 5 | Zahodna Nemčija | 7  | 3 | 1 | 3 | 17 | 23 | -6  | 7  |
| 6 | Vzhodna Nemčija | 7  | 2 | 0 | 5 | 19 | 28 | -9  | 4  |
| 7 | Finska          | 7  | 1 | 1 | 5 | 20 | 28 | -8  | 3  |
| 8 | Italija         | 7  | 0 | 0 | 7 | 5  | 46 | -41 | 0  |

#### Boj za obstanek
| 27. april 1983 | Zahodna Nemčija | 5:4 | Italija | München, Zahodna Nemčija |

| Poročilo tekme      | Poročilo tekme | Poročilo tekme | Poročilo tekme | Poročilo tekme |
| ------------------- | -------------- | -------------- | -------------- | -------------- |
| Začetek: ni podatka |                |                |                |                |

| 27. april 1983 | Vzhodna Nemčija | 6:2 | Finska | München, Zahodna Nemčija |

| Poročilo tekme      | Poročilo tekme | Poročilo tekme | Poročilo tekme | Poročilo tekme |
| ------------------- | -------------- | -------------- | -------------- | -------------- |
| Začetek: ni podatka |                |                |                |                |

| 29. april 1983 | Vzhodna Nemčija | 1:3 | Italija | München, Zahodna Nemčija |

| Poročilo tekme      | Poročilo tekme | Poročilo tekme | Poročilo tekme | Poročilo tekme |
| ------------------- | -------------- | -------------- | -------------- | -------------- |
| Začetek: ni podatka |                |                |                |                |

| 29. april 1983 | Zahodna Nemčija | 2:4 | Finska | München, Zahodna Nemčija |

| Poročilo tekme      | Poročilo tekme | Poročilo tekme | Poročilo tekme | Poročilo tekme |
| ------------------- | -------------- | -------------- | -------------- | -------------- |
| Začetek: ni podatka |                |                |                |                |

| 1. maj 1983 | Finska | 4:4 | Italija | München, Zahodna Nemčija |

| Poročilo tekme      | Poročilo tekme | Poročilo tekme | Poročilo tekme | Poročilo tekme |
| ------------------- | -------------- | -------------- | -------------- | -------------- |
| Začetek: ni podatka |                |                |                |                |

| 1. maj 1983 | Zahodna Nemčija | 7:3 | Vzhodna Nemčija | München, Zahodna Nemčija |

| Poročilo tekme      | Poročilo tekme | Poročilo tekme | Poročilo tekme | Poročilo tekme |
| ------------------- | -------------- | -------------- | -------------- | -------------- |
| Začetek: ni podatka |                |                |                |                |

##### Lestvica
OT-odigrane tekme, z-zmage, n-neodločeni izidi, P-porazi, DG-doseženo goli, PG-prejeti goli, GR-gol razlika, T-točke.
| # | Reprezentanca   | OT | Z | N | P | DG | PG | GR  | T  |
| - | --------------- | -- | - | - | - | -- | -- | --- | -- |
| 5 | Zahodna Nemčija | 10 | 5 | 1 | 4 | 31 | 34 | -3  | 11 |
| 6 | Vzhodna Nemčija | 10 | 3 | 0 | 7 | 29 | 40 | -11 | 6  |
| 7 | Finska          | 10 | 2 | 2 | 6 | 30 | 40 | -10 | 6  |
| 8 | Italija         | 10 | 1 | 1 | 8 | 16 | 56 | -40 | 3  |

- Italijanska reprezentanca je izpadla v skupino B.

#### Boj za 1. do 4. mesto
| 28. april 1983 | Sovjetska zveza | 4:0 | Švedska | München, Zahodna Nemčija |

| Poročilo tekme      | Poročilo tekme | Poročilo tekme | Poročilo tekme | Poročilo tekme |
| ------------------- | -------------- | -------------- | -------------- | -------------- |
| Začetek: ni podatka |                |                |                |                |

| 28. april 1983 | Kanada | 4:5 | Češkoslovaška | München, Zahodna Nemčija |

| Poročilo tekme      | Poročilo tekme | Poročilo tekme | Poročilo tekme | Poročilo tekme |
| ------------------- | -------------- | -------------- | -------------- | -------------- |
| Začetek: ni podatka |                |                |                |                |

| 30. april 1983 | Kanada | 3:1 | Švedska | München, Zahodna Nemčija |

| Poročilo tekme      | Poročilo tekme | Poročilo tekme | Poročilo tekme | Poročilo tekme |
| ------------------- | -------------- | -------------- | -------------- | -------------- |
| Začetek: ni podatka |                |                |                |                |

| 30. april 1983 | Sovjetska zveza | 1:1 | Češkoslovaška | München, Zahodna Nemčija |

| Poročilo tekme      | Poročilo tekme | Poročilo tekme | Poročilo tekme | Poročilo tekme |
| ------------------- | -------------- | -------------- | -------------- | -------------- |
| Začetek: ni podatka |                |                |                |                |

| 2. maj 1983 | Češkoslovaška | 4:1 | Švedska | München, Zahodna Nemčija |

| Poročilo tekme      | Poročilo tekme | Poročilo tekme | Poročilo tekme | Poročilo tekme |
| ------------------- | -------------- | -------------- | -------------- | -------------- |
| Začetek: ni podatka |                |                |                |                |

| 2. maj 1983 | Sovjetska zveza | 8:2 | Kanada | München, Zahodna Nemčija |

| Poročilo tekme      | Poročilo tekme | Poročilo tekme | Poročilo tekme | Poročilo tekme |
| ------------------- | -------------- | -------------- | -------------- | -------------- |
| Začetek: ni podatka |                |                |                |                |

##### Lestvica
OT-odigrane tekme, z-zmage, n-neodločeni izidi, P-porazi, DG-doseženo goli, PG-prejeti goli, GR-gol razlika, T-točke.
| # | Reprezentanca   | OT | Z | N | P | DG | PG | GR  | T |
| - | --------------- | -- | - | - | - | -- | -- | --- | - |
| 1 | Sovjetska zveza | 3  | 2 | 1 | 0 | 13 | 3  | +10 | 5 |
| 2 | Češkoslovaška   | 3  | 2 | 1 | 0 | 10 | 6  | +4  | 5 |
| 3 | Kanada          | 3  | 1 | 0 | 2 | 9  | 14 | -5  | 2 |
| 4 | Švedska         | 3  | 0 | 0 | 3 | 2  | 11 | -9  | 0 |

### SP Skupine B
| 21. marec 1983 | Japonska | 3:2 | Jugoslavija | Tokio, Japonska |

| Poročilo tekme      | Poročilo tekme | Poročilo tekme | Poročilo tekme | Poročilo tekme |
| ------------------- | -------------- | -------------- | -------------- | -------------- |
| Začetek: ni podatka |                |                |                |                |

| 21. marec 1983 | Norveška | 5:3 | Romunija | Tokio, Japonska |

| Poročilo tekme      | Poročilo tekme | Poročilo tekme | Poročilo tekme | Poročilo tekme |
| ------------------- | -------------- | -------------- | -------------- | -------------- |
| Začetek: ni podatka |                |                |                |                |

| 22. marec 1983 | Poljska | 7:1 | Norveška | Tokio, Japonska |

| Poročilo tekme      | Poročilo tekme | Poročilo tekme | Poročilo tekme | Poročilo tekme |
| ------------------- | -------------- | -------------- | -------------- | -------------- |
| Začetek: ni podatka |                |                |                |                |

| 22. marec 1983 | Avstrija | 8:8 | Švica | Tokio, Japonska |

| Poročilo tekme      | Poročilo tekme | Poročilo tekme | Poročilo tekme | Poročilo tekme |
| ------------------- | -------------- | -------------- | -------------- | -------------- |
| Začetek: ni podatka |                |                |                |                |

| 22. marec 1983 | ZDA | 13:2 | Jugoslavija | Tokio, Japonska |

| Poročilo tekme      | Poročilo tekme | Poročilo tekme | Poročilo tekme | Poročilo tekme |
| ------------------- | -------------- | -------------- | -------------- | -------------- |
| Začetek: ni podatka |                |                |                |                |

| 23. marec 1983 | ZDA | 6:2 | Romunija | Tokio, Japonska |

| Poročilo tekme      | Poročilo tekme | Poročilo tekme | Poročilo tekme | Poročilo tekme |
| ------------------- | -------------- | -------------- | -------------- | -------------- |
| Začetek: ni podatka |                |                |                |                |

| 23. marec 1983 | Japonska | 3:3 | Švica | Tokio, Japonska |

| Poročilo tekme      | Poročilo tekme | Poročilo tekme | Poročilo tekme | Poročilo tekme |
| ------------------- | -------------- | -------------- | -------------- | -------------- |
| Začetek: ni podatka |                |                |                |                |

| 24. marec 1983 | Poljska | 12:2 | Jugoslavija | Tokio, Japonska |

| Poročilo tekme      | Poročilo tekme | Poročilo tekme | Poročilo tekme | Poročilo tekme |
| ------------------- | -------------- | -------------- | -------------- | -------------- |
| Začetek: ni podatka |                |                |                |                |

| 24. marec 1983 | Avstrija | 3:2 | Norveška | Tokio, Japonska |

| Poročilo tekme      | Poročilo tekme | Poročilo tekme | Poročilo tekme | Poročilo tekme |
| ------------------- | -------------- | -------------- | -------------- | -------------- |
| Začetek: ni podatka |                |                |                |                |

| 24. marec 1983 | Japonska | 6:2 | Romunija | Tokio, Japonska |

| Poročilo tekme      | Poročilo tekme | Poročilo tekme | Poročilo tekme | Poročilo tekme |
| ------------------- | -------------- | -------------- | -------------- | -------------- |
| Začetek: ni podatka |                |                |                |                |

| 25. marec 1983 | Poljska | 5:5 | Avstrija | Tokio, Japonska |

| Poročilo tekme      | Poročilo tekme | Poročilo tekme | Poročilo tekme | Poročilo tekme |
| ------------------- | -------------- | -------------- | -------------- | -------------- |
| Začetek: ni podatka |                |                |                |                |

| 25. marec 1983 | ZDA | 5:2 | Švica | Tokio, Japonska |

| Poročilo tekme      | Poročilo tekme | Poročilo tekme | Poročilo tekme | Poročilo tekme |
| ------------------- | -------------- | -------------- | -------------- | -------------- |
| Začetek: ni podatka |                |                |                |                |

| 26. marec 1983 | Romunija | 7:7 | Jugoslavija | Tokio, Japonska |

| Poročilo tekme      | Poročilo tekme | Poročilo tekme | Poročilo tekme | Poročilo tekme |
| ------------------- | -------------- | -------------- | -------------- | -------------- |
| Začetek: ni podatka |                |                |                |                |

| 26. marec 1983 | Japonska | 4:5 | Norveška | Tokio, Japonska |

| Poročilo tekme      | Poročilo tekme | Poročilo tekme | Poročilo tekme | Poročilo tekme |
| ------------------- | -------------- | -------------- | -------------- | -------------- |
| Začetek: ni podatka |                |                |                |                |

| 27. marec 1983 | Poljska | 6:4 | Švica | Tokio, Japonska |

| Poročilo tekme      | Poročilo tekme | Poročilo tekme | Poročilo tekme | Poročilo tekme |
| ------------------- | -------------- | -------------- | -------------- | -------------- |
| Začetek: ni podatka |                |                |                |                |

| 27. marec 1983 | ZDA | 3:3 | Avstrija | Tokio, Japonska |

| Poročilo tekme      | Poročilo tekme | Poročilo tekme | Poročilo tekme | Poročilo tekme |
| ------------------- | -------------- | -------------- | -------------- | -------------- |
| Začetek: ni podatka |                |                |                |                |

| 28. marec 1983 | Švica | 4:4 | Kitajska | Tokio, Japonska |

| Poročilo tekme      | Poročilo tekme | Poročilo tekme | Poročilo tekme | Poročilo tekme |
| ------------------- | -------------- | -------------- | -------------- | -------------- |
| Začetek: ni podatka |                |                |                |                |

| 28. marec 1983 | Norveška | 6:2 | Jugoslavija | Tokio, Japonska |

| Poročilo tekme      | Poročilo tekme | Poročilo tekme | Poročilo tekme | Poročilo tekme |
| ------------------- | -------------- | -------------- | -------------- | -------------- |
| Začetek: ni podatka |                |                |                |                |

| 28. marec 1983 | Romunija | 4:3 | Švica | Tokio, Japonska |

| Poročilo tekme      | Poročilo tekme | Poročilo tekme | Poročilo tekme | Poročilo tekme |
| ------------------- | -------------- | -------------- | -------------- | -------------- |
| Začetek: ni podatka |                |                |                |                |

| 28. marec 1983 | ZDA | 6:2 | Poljska | Tokio, Japonska |

| Poročilo tekme      | Poročilo tekme | Poročilo tekme | Poročilo tekme | Poročilo tekme |
| ------------------- | -------------- | -------------- | -------------- | -------------- |
| Začetek: ni podatka |                |                |                |                |

| 30. marec 1983 | Japonska | 5:5 | Avstrija | Tokio, Japonska |

| Poročilo tekme      | Poročilo tekme | Poročilo tekme | Poročilo tekme | Poročilo tekme |
| ------------------- | -------------- | -------------- | -------------- | -------------- |
| Začetek: ni podatka |                |                |                |                |

| 30. marec 1983 | Avstrija | 12:2 | Romunija | Tokio, Japonska |

| Poročilo tekme      | Poročilo tekme | Poročilo tekme | Poročilo tekme | Poročilo tekme |
| ------------------- | -------------- | -------------- | -------------- | -------------- |
| Začetek: ni podatka |                |                |                |                |

| 30. marec 1983 | Švica | 4:1 | Jugoslavija | Tokio, Japonska |

| Poročilo tekme      | Poročilo tekme | Poročilo tekme | Poročilo tekme | Poročilo tekme |
| ------------------- | -------------- | -------------- | -------------- | -------------- |
| Začetek: ni podatka |                |                |                |                |

| 30. marec 1983 | ZDA | 8:2 | Norveška | Tokio, Japonska |

| Poročilo tekme      | Poročilo tekme | Poročilo tekme | Poročilo tekme | Poročilo tekme |
| ------------------- | -------------- | -------------- | -------------- | -------------- |
| Začetek: ni podatka |                |                |                |                |

| 31. marec 1983 | Japonska | 8:1 | Poljska | Tokio, Japonska |

| Poročilo tekme      | Poročilo tekme | Poročilo tekme | Poročilo tekme | Poročilo tekme |
| ------------------- | -------------- | -------------- | -------------- | -------------- |
| Začetek: ni podatka |                |                |                |                |

| 31. marec 1983 | Avstrija | 5:2 | Jugoslavija | Tokio, Japonska |

| Poročilo tekme      | Poročilo tekme | Poročilo tekme | Poročilo tekme | Poročilo tekme |
| ------------------- | -------------- | -------------- | -------------- | -------------- |
| Začetek: ni podatka |                |                |                |                |

| 31. marec 1983 | Poljska | 9:0 | Romunija | Tokio, Japonska |

| Poročilo tekme      | Poročilo tekme | Poročilo tekme | Poročilo tekme | Poročilo tekme |
| ------------------- | -------------- | -------------- | -------------- | -------------- |
| Začetek: ni podatka |                |                |                |                |

| 31. marec 1983 | Japonska | 1:12 | ZDA | Tokio, Japonska |

| Poročilo tekme      | Poročilo tekme | Poročilo tekme | Poročilo tekme | Poročilo tekme |
| ------------------- | -------------- | -------------- | -------------- | -------------- |
| Začetek: ni podatka |                |                |                |                |

#### Lestvica
OT-odigrane tekme, z-zmage, n-neodločeni izidi, P-porazi, DG-doseženo goli, PG-prejeti goli, GR-gol razlika, T-točke.
| #  | Reprezentanca | OT | Z | N | P | DG | PG | GR  | T  |
| -- | ------------- | -- | - | - | - | -- | -- | --- | -- |
| 9  | ZDA           | 7  | 6 | 0 | 1 | 53 | 14 | +39 | 13 |
| 10 | Poljska       | 7  | 5 | 1 | 1 | 43 | 19 | +24 | 11 |
| 11 | Avstrija      | 7  | 3 | 0 | 4 | 41 | 27 | +14 | 10 |
| 12 | Norveška      | 7  | 4 | 3 | 0 | 29 | 28 | +1  | 8  |
| 13 | Japonska      | 7  | 2 | 3 | 2 | 23 | 31 | -8  | 6  |
| 14 | Švica         | 7  | 1 | 4 | 2 | 25 | 35 | -10 | 4  |
| 15 | Romunija      | 7  | 1 | 5 | 1 | 20 | 48 | -28 | 3  |
| 16 | Jugoslavija   | 7  | 0 | 6 | 1 | 18 | 50 | -32 | 1  |

- Ameriška reprezentanca se je uvrstila v skupino A.
- Romunska in jugoslovanska reprezentanca sta izpadli v skupino C.

### SP Skupine C
| 11. marec 1983 | Danska | 5:2 | Francija | Budimpešta, Madžarska |

| Poročilo tekme      | Poročilo tekme | Poročilo tekme | Poročilo tekme | Poročilo tekme |
| ------------------- | -------------- | -------------- | -------------- | -------------- |
| Začetek: ni podatka |                |                |                |                |

| 11. marec 1983 | Nizozemska | 7:2 | Bolgarija | Budimpešta, Madžarska |

| Poročilo tekme      | Poročilo tekme | Poročilo tekme | Poročilo tekme | Poročilo tekme |
| ------------------- | -------------- | -------------- | -------------- | -------------- |
| Začetek: ni podatka |                |                |                |                |

| 11. marec 1983 | Kitajska | 5:2 | Severna Koreja | Budimpešta, Madžarska |

| Poročilo tekme      | Poročilo tekme | Poročilo tekme | Poročilo tekme | Poročilo tekme |
| ------------------- | -------------- | -------------- | -------------- | -------------- |
| Začetek: ni podatka |                |                |                |                |

| 11. marec 1983 | Madžarska | 17:2 | Španija | Budimpešta, Madžarska |

| Poročilo tekme      | Poročilo tekme | Poročilo tekme | Poročilo tekme | Poročilo tekme |
| ------------------- | -------------- | -------------- | -------------- | -------------- |
| Začetek: ni podatka |                |                |                |                |

| 12. marec 1983 | Madžarska | 3:1 | Francija | Budimpešta, Madžarska |

| Poročilo tekme      | Poročilo tekme | Poročilo tekme | Poročilo tekme | Poročilo tekme |
| ------------------- | -------------- | -------------- | -------------- | -------------- |
| Začetek: ni podatka |                |                |                |                |

| 12. marec 1983 | Nizozemska | 11:1 | Severna Koreja | Budimpešta, Madžarska |

| Poročilo tekme      | Poročilo tekme | Poročilo tekme | Poročilo tekme | Poročilo tekme |
| ------------------- | -------------- | -------------- | -------------- | -------------- |
| Začetek: ni podatka |                |                |                |                |

| 13. marec 1983 | Danska | 4:0 | Španija | Budimpešta, Madžarska |

| Poročilo tekme      | Poročilo tekme | Poročilo tekme | Poročilo tekme | Poročilo tekme |
| ------------------- | -------------- | -------------- | -------------- | -------------- |
| Začetek: ni podatka |                |                |                |                |

| 13. marec 1983 | Kitajska | 5:1 | Bolgarija | Budimpešta, Madžarska |

| Poročilo tekme      | Poročilo tekme | Poročilo tekme | Poročilo tekme | Poročilo tekme |
| ------------------- | -------------- | -------------- | -------------- | -------------- |
| Začetek: ni podatka |                |                |                |                |

| 14. marec 1983 | Madžarska | 14:1 | Severna Koreja | Budimpešta, Madžarska |

| Poročilo tekme      | Poročilo tekme | Poročilo tekme | Poročilo tekme | Poročilo tekme |
| ------------------- | -------------- | -------------- | -------------- | -------------- |
| Začetek: ni podatka |                |                |                |                |

| 14. marec 1983 | Nizozemska | 10:0 | Francija | Budimpešta, Madžarska |

| Poročilo tekme      | Poročilo tekme | Poročilo tekme | Poročilo tekme | Poročilo tekme |
| ------------------- | -------------- | -------------- | -------------- | -------------- |
| Začetek: ni podatka |                |                |                |                |

| 14. marec 1983 | Danska | 4:5 | Bolgarija | Budimpešta, Madžarska |

| Poročilo tekme      | Poročilo tekme | Poročilo tekme | Poročilo tekme | Poročilo tekme |
| ------------------- | -------------- | -------------- | -------------- | -------------- |
| Začetek: ni podatka |                |                |                |                |

| 14. marec 1983 | Kitajska | 5:0 | Španija | Budimpešta, Madžarska |

| Poročilo tekme      | Poročilo tekme | Poročilo tekme | Poročilo tekme | Poročilo tekme |
| ------------------- | -------------- | -------------- | -------------- | -------------- |
| Začetek: ni podatka |                |                |                |                |

| 15. marec 1983 | Francija | 24:1 | Severna Koreja | Budimpešta, Madžarska |

| Poročilo tekme      | Poročilo tekme | Poročilo tekme | Poročilo tekme | Poročilo tekme |
| ------------------- | -------------- | -------------- | -------------- | -------------- |
| Začetek: ni podatka |                |                |                |                |

| 15. marec 1983 | Madžarska | 5:12 | Nizozemska | Budimpešta, Madžarska |

| Poročilo tekme      | Poročilo tekme | Poročilo tekme | Poročilo tekme | Poročilo tekme |
| ------------------- | -------------- | -------------- | -------------- | -------------- |
| Začetek: ni podatka |                |                |                |                |

| 16. marec 1983 | Kitajska | 6:1 | Danska | Budimpešta, Madžarska |

| Poročilo tekme      | Poročilo tekme | Poročilo tekme | Poročilo tekme | Poročilo tekme |
| ------------------- | -------------- | -------------- | -------------- | -------------- |
| Začetek: ni podatka |                |                |                |                |

| 16. marec 1983 | Bolgarija | 4:4 | Španija | Budimpešta, Madžarska |

| Poročilo tekme      | Poročilo tekme | Poročilo tekme | Poročilo tekme | Poročilo tekme |
| ------------------- | -------------- | -------------- | -------------- | -------------- |
| Začetek: ni podatka |                |                |                |                |

| 17. marec 1983 | Nizozemska | 12:1 | Čile | Budimpešta, Madžarska |

| Poročilo tekme      | Poročilo tekme | Poročilo tekme | Poročilo tekme | Poročilo tekme |
| ------------------- | -------------- | -------------- | -------------- | -------------- |
| Začetek: ni podatka |                |                |                |                |

| 17. marec 1983 | Francija | 7:1 | Španija | Budimpešta, Madžarska |

| Poročilo tekme      | Poročilo tekme | Poročilo tekme | Poročilo tekme | Poročilo tekme |
| ------------------- | -------------- | -------------- | -------------- | -------------- |
| Začetek: ni podatka |                |                |                |                |

| 17. marec 1983 | Bolgarija | 4:5 | Severna Koreja | Budimpešta, Madžarska |

| Poročilo tekme      | Poročilo tekme | Poročilo tekme | Poročilo tekme | Poročilo tekme |
| ------------------- | -------------- | -------------- | -------------- | -------------- |
| Začetek: ni podatka |                |                |                |                |

| 17. marec 1983 | Madžarska | 0:4 | Danska | Budimpešta, Madžarska |

| Poročilo tekme      | Poročilo tekme | Poročilo tekme | Poročilo tekme | Poročilo tekme |
| ------------------- | -------------- | -------------- | -------------- | -------------- |
| Začetek: ni podatka |                |                |                |                |

| 19. marec 1983 | Madžarska | 7:2 | Bolgarija | Budimpešta, Madžarska |

| Poročilo tekme      | Poročilo tekme | Poročilo tekme | Poročilo tekme | Poročilo tekme |
| ------------------- | -------------- | -------------- | -------------- | -------------- |
| Začetek: ni podatka |                |                |                |                |

| 19. marec 1983 | Nizozemska | 16:2 | Španija | Budimpešta, Madžarska |

| Poročilo tekme      | Poročilo tekme | Poročilo tekme | Poročilo tekme | Poročilo tekme |
| ------------------- | -------------- | -------------- | -------------- | -------------- |
| Začetek: ni podatka |                |                |                |                |

| 19. marec 1983 | Danska | 6:3 | Severna Koreja | Budimpešta, Madžarska |

| Poročilo tekme      | Poročilo tekme | Poročilo tekme | Poročilo tekme | Poročilo tekme |
| ------------------- | -------------- | -------------- | -------------- | -------------- |
| Začetek: ni podatka |                |                |                |                |

| 19. marec 1983 | Kitajska | 3:3 | Francija | Budimpešta, Madžarska |

| Poročilo tekme      | Poročilo tekme | Poročilo tekme | Poročilo tekme | Poročilo tekme |
| ------------------- | -------------- | -------------- | -------------- | -------------- |
| Začetek: ni podatka |                |                |                |                |

| 20. marec 1983 | Španija | 8:2 | Severna Koreja | Budimpešta, Madžarska |

| Poročilo tekme      | Poročilo tekme | Poročilo tekme | Poročilo tekme | Poročilo tekme |
| ------------------- | -------------- | -------------- | -------------- | -------------- |
| Začetek: ni podatka |                |                |                |                |

| 20. marec 1983 | Nizozemska | 10:0 | Danska | Budimpešta, Madžarska |

| Poročilo tekme      | Poročilo tekme | Poročilo tekme | Poročilo tekme | Poročilo tekme |
| ------------------- | -------------- | -------------- | -------------- | -------------- |
| Začetek: ni podatka |                |                |                |                |

| 20. marec 1983 | Francija | 4:2 | Bolgarija | Budimpešta, Madžarska |

| Poročilo tekme      | Poročilo tekme | Poročilo tekme | Poročilo tekme | Poročilo tekme |
| ------------------- | -------------- | -------------- | -------------- | -------------- |
| Začetek: ni podatka |                |                |                |                |

| 20. marec 1983 | Madžarska | 4:3 | Čile | Budimpešta, Madžarska |

| Poročilo tekme      | Poročilo tekme | Poročilo tekme | Poročilo tekme | Poročilo tekme |
| ------------------- | -------------- | -------------- | -------------- | -------------- |
| Začetek: ni podatka |                |                |                |                |

#### Lestvica
OT-odigrane tekme, z-zmage, n-neodločeni izidi, P-porazi, DG-doseženo goli, PG-prejeti goli, GR-gol razlika, T-točke.
| #  | Reprezentanca  | OT | Z | N | P | DG | PG | GR  | T  |
| -- | -------------- | -- | - | - | - | -- | -- | --- | -- |
| 17 | Nizozemska     | 7  | 7 | 0 | 0 | 78 | 11 | +67 | 14 |
| 18 | Madžarska      | 7  | 5 | 2 | 0 | 50 | 25 | +25 | 10 |
| 19 | Kitajska       | 7  | 4 | 2 | 1 | 28 | 23 | +5  | 9  |
| 20 | Danska         | 7  | 4 | 3 | 0 | 24 | 26 | -2  | 8  |
| 21 | Francija       | 7  | 3 | 3 | 1 | 41 | 25 | +16 | 7  |
| 22 | Bolgarija      | 7  | 1 | 5 | 1 | 20 | 36 | -16 | 3  |
| 23 | Španija        | 7  | 1 | 5 | 1 | 17 | 55 | -38 | 3  |
| 24 | Severna Koreja | 7  | 1 | 6 | 0 | 15 | 72 | -57 | 2  |

- Nizozemska in madžarska reprezentanca sta se uvrstili v skupino B.

## Končni vrstni red
1. Sovjetska zveza
2. Češkoslovaška
3. Kanada
4. Švedska
5. Zahodna Nemčija
6. Vzhodna Nemčija
7. Finska
8. Italija
9. ZDA
10. Poljska
11. Avstrija
12. Norveška
13. Japonska
14. Švica
15. Romunija
16. Jugoslavija
17. Nizozemska
18. Madžarska
19. Kitajska
20. Danska
21. Francija
22. Bolgarija
23. Španija
24. Severna Koreja